# 一般電役
一般電役（いっぱんでんやく）とは、風俗営業法で定められた「ぱちんこ遊技機の型式試験」における遊技機区分のひとつで、デジパチ・羽根物・権利物のいずれにも属さず、且つ、電動式の役物（通称：電役）を搭載した機種全般のことを示す。

## 狭義
狭義の一般電役は、一般電動役物のみを搭載する機種のことである。通常のデジパチでの一般電動役物は、電チューを開閉するための役割に使われるが、狭義の一般電役では最大4個までの一般電動役物を搭載できる。
そのうち1個の役物を、デジタル抽選やVゾーン入賞などで抽選し、それが当選すれば役物が開放し、入賞した球で次の役物の抽選を行う。それら一般電動役物の連動によって出玉を得る仕組みである。
なお、かつては一発台のように1回の大当たりで4,000個以上の出玉を得ることも釘調整によっては可能であった。この時期の代表機種としては、1991年に発売された『フルーツパンチ』（大一商会）がある。デジタルの大当たりに連チャン性もあり、多くのホールに設置されていた。その後、遊技機規則の改正にともない、発売される機種は1回の大当たりの出玉が最大でもデジパチなみに抑えられることになった。連チャン性もなくなり、ノーマル並みの大当り確率となった。改正後の主な機種としては、『ナナシー』シリーズ（豊丸産業）や『オークス2』（三星）などがある。

## 広義
2004年の新基準導入にともない、従来の機種種別が廃止されたことにより、狭義の一般電役に特別電動役物（一般的なデジパチの抽選システム）を併用する機種が登場した。
狭義の項目で説明した要件でいうと、2番目の役物が特別電動役物になり、この役物が高確率状態にある間、1番目の役物が高確率で当選する（いわゆる連チャン状態）。このシステムは特別電動役物がある点で狭義の一般電役とは異なるが、見た目の形状が同じなので「一般電役タイプ」と呼ばれる。
主な機種に、『CR奇跡の電役キャプテンロバート』（豊丸産業）・『CR42.195キロ』（奥村遊機）などがある。